# Георг Христофор Аланус
Георг Христофор Аланус (фін. Georg(ius) Christophori Alanus; 12 лютого 1609, Йомала — 15 липня 1664) — професор шведської Королівської академії Або (нині Турку, Фінляндія), викладач фізики, ботаніки і богослів'я; ректор Королівської академії Обо.

## Коротка біографія
Георг Аланус народився в 1609 році на Аландських островах у шведскомовній сім'ї вікарія (мати Георга також була з родини вікарія).

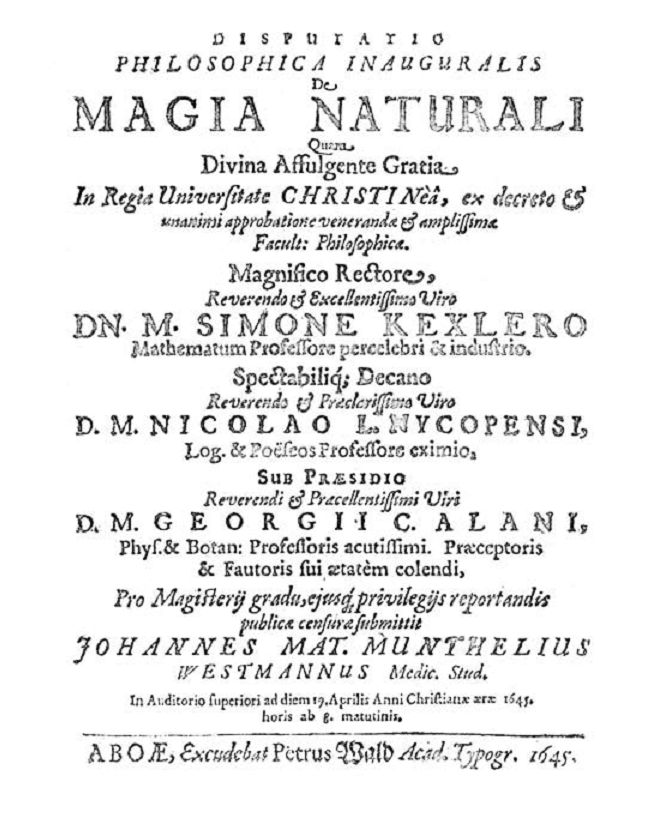
Перша сторінка роботи Георга Алануса Magia De Naturali. Або, 1645

Вищу освіту отримав у Уппсальському університеті; у 1635 році йому було присвоєно звання магістра філософії, у своїй магістерській дисертації Аланус розглядав психологічні проблеми.
Свою кар'єру Аланус почав у 1637 році, він став викладати математику в школі Або. Коли в 1640 році була організована Королівська академія Або, Георг Аланус став одним з двох уродженців Фінляндії (в нинішніх кордонах), які отримали звання професора Академії. З 1640 по 1649 рік Аланус обіймав посаду професора природознавства, при цьому був першим, хто читав у Фінляндії лекції з фізики і ботаніки.
У 1647—1648 роках Аланус обіймав посаду ректора Королівської академії Або.
З 1648 року до самої своєї смерті в 1664 році Аланус обіймав посаду професора богослов'я.
Аланус також займався астрономією; відомо, що він виступав проти геліоцентричної системи всесвіту Миколая Коперника.
Георг Аланус також обіймав посаду настоятеля собору в Або.

## Родина
У 1640 році Аланус одружився з дочкою бургомістра міста Ничепінг. У них народилося дев'ятеро дітей.